# Doctor (Doctor Who)
Doctor (Bác sĩ) là tên một nhân vật trong bộ phim truyền hình dài tập của BBC về chủ đề khoa học giả tưởng mang tên Doctor Who, nhân vật này cũng xuất hiện trong nhiều ngoại truyện có liên quan, kịch âm thanh và truyện tranh có kết nối với bộ phim. Trong bộ phim, "Doctor" là bí danh mà người ngoài hành tinh trăm tuổi này tự nhận, ông du hành xuyên không gian, thời gian trên chiếc TARDIS, thường là cùng với bạn đồng hành.
Tính tới hiện tại, 12 diễn viên đã thay phiên nhau đảm nhận vai diễn Doctor trong suốt toàn bộ loạt phim, với sự thay đổi từ người này qua người khác được lý giải trong kịch bản là sự thay đổi diện mạo và tính cách của nhân vật gọi là "tái sinh (regeneration)", chức năng sinh học của chủng loài của ông cho phép họ thay đổi hoàn toàn cấu trúc tế bào và ngoại hình để hồi phục tất cả các chấn thương, lão hóa gây tử vong. Nhiều diễn viên đã đảm nhiệm vai diễn Doctor qua các thời kì, đem đến cho ông một diện mạo và nhân cách mới sau mỗi lần tái sinh. Nhân vật này nổi tiếng đến mức đã được tờ Daily Telegraph bình chọn là "Người ngoài hành tinh được yêu thích nhất ở Vương quốc Anh". Doctor đương nhiệm hiện nay là Doctor thứ mười ba. Diễn viên đảm nhận nhân vật này là Jodie Whittaker, người phụ nữ đầu tiên trong lịch sử của phim đảm nhiệm vai diễn The Doctor.

## Xuất thân nhân vật
Trong cốt truyện hư cấu, Doctor là một Time Lord đến từ hành tinh Gallifrey, ông có thể du hành qua không thời gian trong cỗ máy thời gian—"bên trong lớn hơn bên ngoài"—, gọi là Tàu TARDIS (Time And Relative Dimension(s) In Space) có hình dạng bên ngoài giống một bốt điện thoại của cảnh sát những năm 1963, và bị mắc kẹt ở hình dạng đó đến tận bây giờ. Doctor trốn khỏi hành tinh quê nhà của mình bằng cách đánh cắp một tàu TARDIS lỗi thời (như đã tiết lộ trong tập The War Games (1969) và lên màn ảnh cho thấy Doctor đầu tiên đang chọn một tàu để lái đi trong tập "The Name of the Doctor" (2013) nhờ dùng lại các hình ảnh cũ). Kể từ đó, Doctor khám phá toàn bộ vũ trụ cùng với bạn đồng hành phần lớn là con người, bạn đồng hành thường đóng vai trò như khán giả trải nghiệm.
"Doctor" thật ra không phải là tên thật của nhân vật này, tên thật của ông chưa bao giờ được tiết lộ. Ông dùng tên này như một bí danh để tự gọi bản thân mà không có bất kì giải thích thỏa đáng nào.
Cuộc sống thời trẻ của Doctor trên hành tinh Gallifrey được miêu tả rất ít. Trong loạt phim cũ, kể về thời gian ông học tại học viên, rằng ông thuộc về "Prydonian chapter of Time Lords", nổi tiếng xấu xa. Trong tập "The Sound of Drums", Doctor kể rằng Time Lord Academy tổ chức lễ kết nạp cho các đứa trẻ ở tuổi lên 8. Một đứa trẻ Time Lord phải nhìn sâu vào Untempered Schism, một lỗ hổng trong không thời gian mà từ đó có thể nhìn thấy Time Vortex. MỘt số được truyền cảm hứng, một số thì phát điên (ông gợi ý rằng điều đó đã xảy ra với kẻ thù của ông, Master), số còn lại thì bỏ trốn. Khi được hỏi ông thuộc trường hợp nào, ông trả lời rằng "Oh, tôi chính là người chạy trốn đó; Kể từ đó, tôi chưa bao giờ ngừng lại!".
Trong tập The Time Monster, Doctor kể rằng ông lớn lên trong một ngôi nhà cạnh núi, nơi đó có một nhà ẩn dật sống dưới gốc cây ngay sau ngôi nhà Doctor ở, và nhà ẩn dật này là người động viên ông và truyền cảm hứng cho ông mỗi khi ông tuyệt vọng. Sau này, ông có lần gặp lại người thầy thông thái này của mình, lần này là trên Trái đất là Cha K'anpo Rinpoche, trong tập Planet of the Spiders.
Cảm thấy thân thế của Doctor như vậy vẫn chưa có nhiều sức hấp dẫn dưới thời Doctor thứ 7, biên kịch Andrew Cartmel, Ben Aaronovitch và Marc Platt tìm cách phát triển một hướng mới cho loạt phim. Cartmel muốn biến nhân vật này trở nên "đen tối, bí ẩn và quyền lực hơn" và biến ông thành "một lần nữa hơn cả một Time Lord bình thường" – ý tưởng này được biết đến cái tên là "Cartmel Masterplan". Dưới thời Cartmel, bộ phim đang có định hướng đi theo cốt truyện này; tuy nhiên, bộ phim đột ngột bị ngừng sản xuất vào năm 1989 điều này làm cho ý tưởng này chưa bao giờ lên màn ảnh. Các đề xuất về xuất thân của Doctor sau này được tiết lộ trong một quyển tiểu thuyết của Platt năm 1997 mang tên Lungbarrow, trong quyển sách này Doctor được nói đến với tên "the Other", một trong số những nhân vật bí ẩn của người Gallifrey, một trong số các nhà đồng sáng lập nên xã hội Time Lord cùng với Rassilon và Omega. Sau một lời nguyền bí ẩn làm cho cư dân trên Gallifrey trở nên vô sinh, nhân vật Other phát triển một thiết bị gọi là Loom dùng Công nghệ Sinh học để tạo ra thế hệ Time Lords mới; cháu gái của ông Susan là đứa trẻ Gallifrey cuối cùng được sinh ra một cách tự nhiên. Để trốn thoát khỏi cuộc chiến với Rassilon, Other nhảy vào hệ thống Loom, ông bị phân rã ra thành ngàn mảnh và dần kết tụ lại thành Doctor.

### Gia đình
Thông tin về gia đình hay các người thân của Doctor rất hiếm khi xuất hiện trên phim. Trong suốt 2 seasons đầu tiên, ông du hành cùng cô cháu gái của mình, Susan Foreman, đây có lẽ là người thân duy nhất của Doctor từng xuất hiện trong loạt phim cũ, cô có gặp lại ông trong tập kỷ niệm The Five Doctors. Trong tập phim "Smith and Jones" (2006), Doctor nói rằng mình cũng có một người anh em. Trong suốt thời kì của Doctor thứ 2, khi được hỏi về gia đình của mình, Doctor nói rằng ký ức của ông về gia đình của mình vẫn còn sống mãi trong ông, nhưng nó chỉ xuất hiện khi ông thực sự muốn và nó vẫn ngủ yên trong tâm trí ông (The Tomb of the Cybermen). Trong tập The Curse of Fenric, khi được hỏi rằng liệu ông đã từng có một gia đình hay không, Doctor thứ 7 trả lời rằng ông cũng không rõ nữa, điều này gián tiếp ám chỉ một số phận không rõ ràng xảy ra với người thân của ông. Trong bộ phim truyền hình năm 1996, Doctor thứ 8 lưu ý rằng ông có một nửa là con người, và phần người đó là từ mẹ của ông. Chi tiết này tạo sự mâu thuẫn với loạt phim cũ, trong loạt phim cũ Doctor được miêu tả là một Time Lord thuần chủng. Trong loạt phim mới, chi tiết này đã bị bác bỏ, và nhấn mạnh rằng Doctor hoàn toàn là một Time Lord. Trong suốt toàn bộ các tình huống của loạt phim mới, Doctor thường xuyên thay đổi chủ đề mỗi khi có người hỏi về gia đình của ông, như trong tập "Fear Her", "The Beast Below" và "A Good Man Goes to War". Trong tập "The Empty Child", Dr. Constantine từng nói với ông rằng, "Trước khi cuộc chiến này bắt đầu, tôi từng là một người cha và là một người ông. Giờ đây tôi chẳng là gì cả. Bây giờ tôi là một bác sĩ." Doctor thứ 9 trả lời rằng, "Yeah. Tôi hiểu cảm giác đó mà." Câu nói này ngụ ý rằng có lẽ gia đình của Doctor đã chết trong Time War, sự kiện này xảy ra ở giữa phim truyền hình và tập đầu tiên của loạt phim mới, "Rose".
Trong tập cuối cùng của Doctor thứ 10 The End of Time, một nhân vật bí ẩn, được gọi là "The Woman" trên phần credits cuối phim, nhân vật này xuất hiện chớp nhoáng trong suốt 2 phần của tập này. Sau này bà ấy được tiết lộ là một Time Lady ở phe đối lập, bà phản đối kế hoạch trốn thoát khỏi Time War của Hội đồng Tối cao Time Lord với người chủ mưu là tổng thống Rasilon. Khi bà hé lộ gương mặt của mình, Doctor lập tức nhận ra bà là ai. Nhà sản xuất của bộ phim Julie Gardner từng bình luận vệ tập phim rằng, nhân vật này ban đầu được tạo ra như là một Time Lady đóng vai trò là mẹ của Doctor, tuy vậy cả cô và biên kịch Russell T. Davies đều từ chối tiết lộ danh tính thật của nhân vật này. Trong bộ phim, khi Wilfred hỏi rằng bà ta là ai, Doctor tiếp tục lãng tránh câu hỏi này, điều này làm cho tình tiết hết sức mập mờ. Trong Doctor Who: The Writer's Tale – The Final Chapter, Russell T Davies nói rằng ông tạo ra nhân vật này để trở thành mẹ của Doctor, và diễn viên Claire Bloom đã được phân vai này khi dự tuyển phân vai.
Trong loạt phim mới, Doctor làm ra vẻ như chuyện kết hôn với bà của Susan là chưa từng xảy ra. Trong tập "The Wedding of River Song", ông chính thức kết hôn với một người bạn đồng hành của mình là River Song. Trong tập "The Name of the Doctor", Doctor nhắc cô rằng, vợ ông đang nằm sau tấm bia mộ kia, và dòng chữ khắc trên bia chính là tên của cô, khi đó Clara hỏi rằng liệu cô ấy có phải là "người cũ". Trong tập The End of Time Doctor thứ 10 từ nói rằng mình đã kết hôn với Nữ hoàng Elizabeth I và nhận rằng hai người có quan hệ tình cảm sâu đậm, Doctor đùa rằng: "biệt hiệu của bà là Nữ hoàng Đồng trinh sẽ không còn nữa...". Đám cưới của họ chính thức được xuất hiện trên màn ảnh trong tập "The Day of the Doctor" dù phải chống lại Zygons. Trong tập Giáng sinh năm 2010, "A Christmas Carol", Doctor tình cờ kết hôn với Marilyn Monroe. Biên kịch Steven Moffat lưu ý rằng việc kết hôn với Elizabeth I và Marylin Monroe có thể là không nghiêm túc và ông không tính đến 2 lần này, câu hỏi đặt ra là Doctor đã từng có bao nhiêu người vợ, điều chắc chắn rằng Doctor đã kết hôn với bà của Susan và River Song.

## Phát triển nhân vật
Nhân vật Doctor được sáng tạo ra bởi Sydney Newman, Giám độc truyền hình của BBC. Định dạng của chương trình được phát triển dựa trên chương trình The Troubleshooters của biên kịch C. E. Webber được viết vào tháng 3 năm 1963, sau này ông đã góp phần phát triển dự án Doctor Who. Trong tài liệu của Webber's mô tả nhân vật chính là "Một người trung niên, từ 35–40, thỉnh thoảng hay có 'tính khí thất thường.' " Newman dựa trên ý tưởng này nhưng có vài thay đổi đáng kể so với phiên bản của Webber, Newman quyết định đặc tên nhân vật chính là Dr Who, một người đàn ông lớn tuổi, tình cờ đánh cắp một cỗ máy thời gian và chạy trốn khỏi một thế giới tương lai của mình. Không có bản ghi chép nào của Newman về ý tưởng này được cho là có từ hồi tháng 4 năm 1963, nhân vật Dr Who chỉ xuất hiện lần đầu tiêntrong các tài liệu có từ tháng 5 năm 1963
Nhân vật này được diễn lần đầu bởi William Hartnell vào năm 1963. Ở những buổi đầu của chương trình, không hề có một thông tin nào về nhân vật Doctor: thậm chí ngay cả tên của ông, và thực tế điều đó đến nay vẫn còn là bí ẩn. Trong tập đầu tiên, An Unearthly Child, hai giáo viên của trường Coal Hill School ở London, là Barbara Wright và Ian Chesterton bị thu hút bởi một học sinh là Susan Foreman do có kiến thức khoa học khá đặc biệt. Họ theo dõi cô và được dẫn đến một bãi phế liệu ở số 76 Totter's Lane, họ gặp một ông lão kỳ lạ và nghe giọng nói của Susan vang vọng từ bên trong một cái bốt điện thoại cảnh sát màu xanh. Họ lập tức đẩy của vào và bước vào trong, họ phát hiện ra vẻ bề ngoài chỉ là để ngụy trang cho bên trong là một phi thuyền rộng lớn bất ngờ của tàu TARDIS. Người đàn ông lớn tuổi mà Susan gọi là "Ông" ("Grandfather") đã tìm cách bắt cóc Barbara và Ian để ngăn họ tiết lộ bí mật về tàu TARDIS, ông quyết định mang họ theo trong suốt chuyến hành trình không-thời gian của mình. Doctor đội một mái tóc giả màu trắng bạc và trang phục kiểu thời Edward, với chất giọng Anh đặc sệt".
Hartnell rời khỏi vai diễn sau 3 năm chống chọi với sức khỏe đang dần sa sút, vai diễn được dể lại cho diễn viên Patrick Troughton. Tính đến  ngày 25 tháng 12 năm 2013, bộ phim đã trãi qua 13 hóa thân của nhân vật Doctor. Hóa thân có nhiệm kỳ dài nhất thuộc về Doctor thứ tư, thủ diễn bởi Tom Baker trong 7 năm. Theo cốt truyện, sự thay đổi được giải thích là quá trình tái sinh, là một quá trình sinh học giúp chửa lành và hồi sinh Time Lord khi cần kề cái chết. Từ đó giúp Time Lord có một cơ thể hoàn toàn mới. Trong tập The Deadly Assassin, khái niệm về giới hạn của các lần tái sinh được đặt ra, điều này làm cho Time Lords chỉ có thể tái sinh được 12 lần, có nghĩa là mỗi Time Lord sẽ chỉ có tối đa 13 hóa thân gồm cả hóa thân đầu tiên. Trong tập "The Time of the Doctor", Doctor được nhận một chu kỳ tái sinh mới từ các Time Lords qua khe nứt thời gian. Ông tái sinh thành Doctor thứ mười hai, diễn bởi Peter Capaldi.
Quá trình phát triễn của bộ phim được kể lại trong phim tài liệu An Adventure in Space and Time, đây là một phần của kỷ niệm 50 năm ngày ra đời Doctor Who, bộ phim với diễn viên David Bradley thể hiện lại hành trình William Hartnell dến với vai diễn.

## Thể chất
John Smith

## Sự thay đổi ngoại hình

### Diễn viên

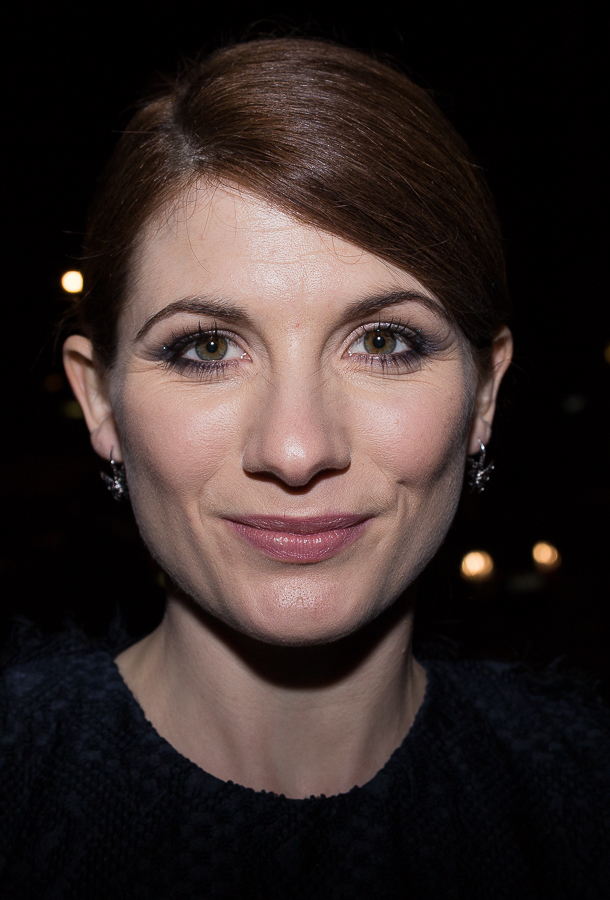
Jodie Whittaker đóng vai Doctor thứ 13, đây là lần đầu tiên một người phụ nữ vào vai nhân vật này

Qua các thời kỳ khác nhau cũng như qua từng lần thay đổi diễn viên, tính cách của nhân vật thay đổi rất nhiều.
Bảng dưới đây liệt kê các Doctor qua các thời kỳ: 
| Diễn viên             | Hiện thân       | Số phần | Số tập              | Xuất hiện lần đầu    | Xuất hiện lần đầu | Xuất hiện lần cuối   | Xuất hiện lần cuối |
| Diễn viên             | Hiện thân       | Số phần | Số tập              | Ngày                 | Tuổi              | Ngày                 | Tuổi               |
| --------------------- | --------------- | ------- | ------------------- | -------------------- | ----------------- | -------------------- | ------------------ |
| William Hartnell      | Doctor thứ nhất | 4       | 134 (29 câu chuyện) | 23 tháng 11 năm 1963 | 55                | 29 tháng 10 năm 1966 | 58                 |
| Patrick Troughton     | Doctor thứ 2    | 3       | 119 (21 câu chuyện) | 29 tháng 10 năm 1966 | 46                | 21 tháng 06 năm 1969 | 49                 |
| Jon Pertwee           | Doctor thứ 3    | 5       | 128 (34 câu chuyện) | 03 tháng 01 năm 1970 | 50                | 08 tháng 06 năm 1974 | 54                 |
| Tom Baker             | Doctor thứ 4    | 7       | 172 (41 câu chuyện) | 08 tháng 06 năm 1974 | 40                | 21 tháng 03 năm 1981 | 47                 |
| Peter Davison         | Doctor thứ 5    | 3       | 69 (20 câu chuyện)  | 21 tháng 03 năm 1981 | 29                | 16 tháng 03 năm 1984 | 32                 |
| Colin Baker           | Doctor thứ 6    | 3       | 31 (8 câu chuyện)   | 16 tháng 03 năm 1984 | 40                | 06 tháng 12 năm 1986 | 43                 |
| Sylvester McCoy       | Doctor thứ 7    | 3       | 42 (12 câu chuyện)  | 07 tháng 09 năm 1987 | 44                | 06 tháng 12 năm 1989 | 46                 |
| Paul McGann           | Doctor thứ 8    | 0       | 1 (2 câu chuyện)    | 27 tháng 05 năm 1996 | 36                | 27 tháng 05 năm 1996 | 36                 |
| Christopher Eccleston | Doctor thứ 9    | 1       | 13 (10 câu chuyện)  | 26 tháng 03 năm 2005 | 41                | 18 tháng 06 năm 2005 | 41                 |
| David Tennant         | Doctor thứ 10   | 3       | 47 (38 câu chuyện)  | 18 tháng 06 năm 2005 | 34                | 01 tháng 01 năm 2010 | 38                 |
| Matt Smith            | Doctor thứ 11   | 3       | 43 (36 câu chuyện)  | 01 tháng 01 năm 2010 | 27                | 25 tháng 12 năm 2013 | 31                 |
| Peter Capaldi         | Doctor thứ 12   | 3       | 40 (35 câu chuyện)  | 23 tháng 11 năm 2013 | 55                | 25 tháng 12 năm 2017 | 59                 |
| Jodie Whittaker       | Doctor thứ 13   | —       | —                   | 25 tháng 12 năm 2017 | 35                | —                    | —                  |

### Sự trở lại với vai diễn
Trong một số ít dịp đặc biệt, các Doctor trước đó quay trở lại với vai diễn của mình, thường là diễn viên khách mời:
- William Hartnell và Patrick Troughton với Jon Pertwee trong tập The Three Doctors. Ban đầu vai của Hartnell dự định sẽ có nhiều vai trò hơn, nhưng do sức khỏe của ông đang rất sa sút nên ông chỉ xuất hiện rất hạn chế. Đây là vai diễn cuối cùng ông xuất hiện trên truyền hình.
- Troughton và Pertwee cùng với Peter Davison trong tập đặc biệt The Five Doctors mừng kỷ niệm 20 năm loạt phim, với một số cảnh quay chưa từng lên hình trong một tập phim bị hủy của Tom Baker và một diễn viên là Richard Hurndall đóng vai của William Hartnell (do ông đã qua đời trước đó). Tuy vậy vẫn có vài cảnh quay của Hartnell trích ra từ tập The Dalek Invasion of Earth trong lúc mở đầu câu chuyện. Baker từ chối xuất hiện lại, ông cảm thấy vẫn còn quá sớm để quay lại trong khi ông vừa mới trao vai diễn lại cho người kế nhiệm (tuy vậy sau này ông nói rằng mình rất hối tiếc khi đưa ra quyết định đó[9]).
- Patrick Troughton cùng với Colin Baker trong tập The Two Doctors. Điểm đáng chú ý của tập phim này là nó được sản xuất không vào dịp kỷ niệm nào cũng nhưng không phải một chương trình Children in Need (một chương trình quyên góp cho trẻ em).
- Sylvester McCoy cùng với Jon Pertwee, Tom Baker, Peter Davison, Colin Baker, và Doctor đầu tiên và thứ 2 được thay thế bằng tượng trong tập Dimensions in Time, đây là một chương trình kỷ niệm 30 năm phát sóng trong năm 1993 và lên sóng trên chương trình Children in Need. Trừ 2 tượng mannequin của Hartnell và Troughton, các Doctor không xuất hiện cùng nhau trên màn ảnh.
- Sylvester McCoy trở lại để đóng cảnh tái sinh ở đầu phim truyền hình năm 1996.

John Hurt trong vai War Doctor.

- Peter Davison với David Tennant vào năm 2007 trong chương trình đặc biệt Children in Need tập phim Time Crash.
- Paul McGann trở lại với vai Doctor thứ 8 trong phút cuối cùng và đóng cảnh tái sinh trong một tập nhỏ năm 2013 The Night of the Doctor, đây là một tập đệm cho tập đặc biệt kỷ niệm 50 năm The Day of the Doctor. Không có Doctor nào khác xuất hiện trong tập mini này, ngoại trừ hình ảnh của John Hurt xuất hiện vài giây ở cuối tập phim, hình ảnh lúc trẻ và âm thanh được ông cung cấp.
- David Tennant xuất hiện trong tập đặc biệt kỷ niệm 50 năm cùng với Matt Smith.
- Tom Baker cũng xuất hiện với vai trò khách mời trong tập này nhưng trong vai người giữ viện bảo tàng National Gallery bí ẩn. Ông được nhắc đến như là tương lai của Doctor, người đã "viếng thăm lại chính mình" hay "một gương mặt quen thuộc", tuy vậy kịch bản chưa bao giờ khẳng định điều này. Cuộc trò chuyện cho rằng "có lẽ điều đó cũng chẳng quan trọng" trong khi Doctor và người quản lý bảo tàng cùng là một thực thể.

### Điểm đặc trưng và sự chuyển tiếp
- Doctor thứ nhất (William Hartnell): xuất hiện lần đầu tiên trong tập "An Unearthly Child" cùng với cô cháu gái Susan trên con tàu TARDIS, cả hai cùng hạ cánh xuống một bãi phế liệu. Ông xuất hiện dưới hình dạng một ông lão ngoài 60, trong trang phục của các quý ông thời vua Edward gồm áo choàng dài, quần tây ống xuống và một cây baton cổ điển. Tính khí của ông ban đầu không tốt, đôi khi bẩn tính và thường hay thao túng người khác, tuy vậy vào cuối thời kì của mình ông tỏ ra thân thiện và hòa nhã hơn. Sức khỏe của ông ngày càng suy yếu trong suốt tập The Tenth Planet khi phải đối đầu với Cyberman, ông suy sụp và nhờ sự giúp đỡ của TARDIS, cơ thể ông được "hồi xuân" ở cuối tập. Tại thời điểm này cụm từ tái sinh vẫn chưa được dùng, ông chỉ thay đổi hình dạng thành một con người trẻ hơn.
- Doctor thứ 2 (Patrick Troughton): Với cơ thể trẻ hơn, ông đã tạo ra không khí mới cho bộ phim, tính cách của ông tỏ ra thân thiện hơn nhưng đôi lúc cũng có chút cáu kỉnh. Ông chạy nhảy nhiều và năng động hơn, đôi khi tỏ ra vẻ ngớ ngẩn trước mặt đối thủ. Ông ăn mặc xuề xòa hơn, đôi khi có những chiếc nón rất quái dị, điểm đặc trưng của ông là có thắt một cái nơ trên cổ áo. Ông cũng thường có các câu nói cửa miệng ngớ ngẩn. Lần tái sinh của ông có sự nhúng tay của các Timelord do vi phạm chính sách không can thiệp, ông bị ép buộc phải thay đổi hình dáng của mình và bị lưu đày xuống trái đất mà không có TARDIS của mình bởi các Time Lords trong những cảnh cuối của tập The War Games.
- Doctor thứ 3 (Jon Pertwee): do bị đày xuống Trái Đất mà không có TARDIS nên cuộc hành trình của Doctor thứ 3 chủ yếu là ở Trái đất và mang hơi hướng phiêu lưu hành động của James Bond. Ông thích đấu võ tay đôi với kẻ thù của mình, cũng như ông từ tiết lộ rằng mình biết Akido, Doctor thứ 3 là type người hành động. Trang phục ông mặc có phần hơi ăn diện, ông mặc áo sơ mi có ren và áo khoác nhung, đôi lúc ông cũng mặc áo choàng kiểu Inverness, ngoài ra ông còn có bộ sưu tập xe hơi cho riêng mình. Về tính cách, thì ông có phần chuyên quyền gia trưởng, mặc dù cũng có tấm lòng bao dung và hài hước. Thời kỳ này tua vít sóng âm cũng được dùng khá nhiều trong nhiều tình huống kể cả dùng để kích hoạt boom. Đây là thời kỳ mà Master xuất hiện và kẻ thù nguy hiểm của ông, bên cạnh đó hành tinh Galifrey quê nhà của ông cũng được tiết lộ. Ông bị nhiễm độc bức xạ bởi một loại tinh thể kim loại trong hang động Great One trên hành tinh Metabilis 3 vào cuối tập Planet of the Spiders. Đây là lần đầu tiên cụm từ "tái sinh" được sử dụng, ông tái sinh bởi sự hướng dẫn của các Timelord.
- Doctor thứ 4 (Tom Baker): Ông là dạng người biết tuốt, đôi khi hơi nóng tính, nhưng có tấm lòng nhân hậu và nụ cười rạng rỡ. Trong văn hóa đại chúng, hình tượng của ông thường được nhái lại với hình ảnh "đầy răng và tóc xoăn". Ông là một người kì quái với các thú vui và thói quen lập dị. Vẻ bề ngoài của ông với chiếc khăn dài thượt đủ màu đã trở thành biểu tượng. Tuy vậy trang phục và chiếc khăn ông thường dùng cũng có nhiều thay đổi, ban đầu nó mang hơi hướng Bohemian với áo khoác len sần, cà vạt không gọn gàng và giày bốt kiểu hải tặc. Sau đó là đến thời ông mặc áo khoác nhung to màu mận chín với chiếc khăn còn dài hơn màu đỏ tía. Ông bị ngã từ trên kính thiên văn Pharos Project trong tập Logopolis và tại đây ông được hỗ trợ tái sinh bởi một nhân dạng bí ẩn được gọi là "The Watcher". Thực chất đây là hình chiếu của Doctor thứ 5 quay trở lại để giúp ông.
- Doctor thứ 5 (Peter Davison): Khác với các Doctor tiền nhiệm, ông là người khá trầm tĩnh, là một quý ông trẻ tuổi, tự tin và có tinh thần thượng võ. Nhìn chung, ông tốt bụng và tinh tế hơn, ít sử dụng bạo lực nhất so với các Doctor khác. Điều đó thể hiện qua bộ trang phục gần giống với đồng phục của vận động viên cricket thời vua Edward với một nhánh cần tây trên ngực áo. Trong thời của ông, tua vít sóng âm bị khai trừ do các biên kịch đã quá lạm dụng nó để giải quyết các vấn đề, tua vít sóng âm biến mất cho tới tận thời của 8th Doctor. Các kẻ thù trong thời kì này phải kể đến Omega, Black Guadian, Cyberman và Mara cùng sự trở lại của Silurian, Sea Devil, Master. Ông cũng có dịp hội ngộ với các hóa thân trước đây của mình trong tập The Five Doctor cùng nhau chống lại nhiều kẻ thù. Ông phải tái sinh do bị nhiễm độc Spectrox chưa tinh chế, loại khoáng sản có giá trị lớn trên hành tinh này. Thứ duy nhất giải độc được là sữa của một loài dơi sống trong lòng đất. Doctor đã lấy được sữa dơi, nhưng chỉ đủ để cứu bạn mình và ông bắt đầu tái sinh. Chất độc tàn phá cơ thể Doctor nặng nề khiến ông không rõ mình có thể qua khỏi không, Doctor gặp lại ảo ảnh của những bạn đồng hành cũ xin ông đừng chết và kẻ thù Master bảo ông chết đi, quá trình tái sinh diễn ra ở đầu tập The Caves of Androzani. Trong loạt phim mới, ông cũng từng trở lại và diễn chung với 10th Doctor trong một tập nhỏ Time Crash.
- Doctor thứ 6 (Colin Baker): bị thương nặng sau khi Rani tấn công TARDIS làm cho phi thuyền bị đâm xuống đất ở đầu tập Time and the Rani.[note 4]
- Doctor thứ 7 (Sylvester McCoy): Chết và sau đó tái sinh tại San Francisco trong một cuộc phẫu thuật bởi các bác sĩ không có kiến thức về sinh lý cơ thể của Time Lord trong bộ phim truyền hình năm 1996.
- Doctor thứ 8 (Paul McGann): Chết trên phi thuyền đang bị tai nạn trong lúc cố cứu một cô gái và yêu cầu cô ấy vào TARDIS trong tập The Night of the Doctor. Phi thuyền đâm vào hành tinh Karn, nơi Sisterhood of Karn cứu sống ông trong chốc lát và yêu cầu ông phải chọn tính cách mà ông sẽ tái sinh nếu không ông sẽ chết thực sự. Ông tái sinh thành War Doctor một nhân dạng bị lãng quên.
- War Doctor (John Hurt) Chết và tái sinh do tuổi già sau khi giúp đóng băng Gallifrey vào trong một bức tranh ở vũ trụ khác trong tập The Day of the Doctor.
- Doctor thứ 9 (Christopher Eccleston): bị thoái hóa tế bào trầm trọng sau khi hấp thụ năng lượng từ time vortex (vòng xoáy thời gian trong TARDIS) để cứu Rose Tyler trong tập The Parting of the Ways.
- Doctor thứ 10 (David Tennant): bị nhiễm độc bức xạ trong lúc cố gắn cứu mạng sống của ông Wilfred Mott (ông của Donna) trong tập The End of Time.
- Doctor thứ 11 (Matt Smith): già đi sau vài trăm năm sống và bảo vệ hành tinh Trenzalore, các Time Lords từ thế giới song song qua vết nứt thời gian đã chuyển cho Doctor một chu kỳ tái sinh mới, cho phép anh tiếp tục tái sinh trong tập The Time of the Doctor.
- Doctor thứ 12 (Peter Capaldi): bị một Cyberman tấn công dẫn đến cái chết của ông nhưng lần nay ông đã không chấp nhận tái sinh và cố gắng giữ mình là 12th Doctor. Sau một thời gian cố gắng cầm cự ngăn chu kì tái sinh của mình ông đã gặp và du hành cùng với first Doctor nhận dạng đầu tiên của ông.Khi chuyến dụ hành kết thúc ông đã quay về TARDIS của mình và chấp nhận tái sinh.

## Chú giải
1. ↑  Following Hartnell's death in 1975, actor Richard Hurndall substituted in his role as the First Doctor in 1983's 20th anniversary special, The Five Doctors.
2. ↑  The War Doctor was introduced in "The Name of the Doctor" and follows Paul McGann's "Eighth Doctor" and precedes Christopher Eccleston's "Ninth Doctor" within the show's internal chronology.
3. ↑  The Eleventh Doctor (played by Matt Smith) believed himself to be the final incarnation, owing to the existence of the War Doctor and the Tenth Doctor's partially aborted regeneration in "The Stolen Earth"/"Journey's End".
4. ↑  Colin Baker did not actually appear in the regeneration scene from Time and the Rani, as he declined to participate. Instead, Sylvester McCoy was seen briefly, wearing a blond wig, with his facial features obscured by a video effect before he regenerated into the Seventh Doctor. According to the Past Doctor Adventures spin-off novel Spiral Scratch, the Sixth Doctor was exhausted by a battle with a Lamprey and his regeneration had already begun when the tractor beam of the Rani ensnared the TARDIS. The canonicity of this event is unclear.

## Link liên kết
- Doctor Who Radio Times coversLưu trữ ngày 26 tháng 6 năm 2007 tại Wayback Machine – photos of the Doctor
- "WHO IS DOCTOR WHO?"
- Bản mẫu:Imdb character